# Бењон (Јон)
Бењон (фр. Beugnon) насеље је и општина у источном делу централне Француске у региону Бургундија-Франш-Конте, у департману Јон која припада префектури Авалон.
По подацима из 2011. године у општини је живело 323 становника, а густина насељености је износила 41,95 становника/km². Општина се простире на површини од 7,7 km². Налази се на средњој надморској висини од 121 метар (максималној 136 m, а минималној 105 m).

## Демографија
| 1962. | 1968. | 1975. | 1982. | 1990. | 1999. | 2011. |
| ----- | ----- | ----- | ----- | ----- | ----- | ----- |
| 242   | 247   | 226   | 240   | 302   | 330   | 323   |

График промене броја становника у току последњих година